# Richard Basehart
Richard Basehart (Zanesville (Ohio), 31 d'agost de 1914 − Los Angeles, 17 de setembre de 1984) va ser un actor estatunidenc.

## Biografia
Nascut a Zanesville, Ohio, EUA, el 31 d'agost de 1914 com a John Richard Basehart, debuta en el cinema el 1947, després de passar pel teatre, amb la pel·lícula Repeat Perfomance, en la qual embogeix al final; seguint amb els seus papers de trastornat en el seu segon film, Cry Wolf, interpreta un suïcida en el film Fourteen Hours. És un actor que viatja molt, sobretot per Europa, on un dels seus papers cinematogràfics més notables va ser el d'acròbata conegut com "el Boig" en la pel·lícula italiana La Strada, dirigida per Federico Fellini. Va intervenir en una pel·lícula espanyola dirigida per Berlanga, Arrivederci, Dimas, en la qual fa de sant miracler. També va aparèixer com a assassí en el clàssic del cinema negre He Walked by Night (1948), en què imposa la seva característica personalitat, com a membre del clan d'Hatfield -en el qual torna a interpretar el paper de psicòtic- en Roseanna McCoy (1949), en el drama Decission Before Dawn (1951), Moby Dick (1956), com a Ishmael. El 1964, protagonitza la sèrie de televisió Viatge al fons del mar, en la qual interpreta l'almirall Nelson, arran de la qual va ser conegut a nivell mundial. Però, des que la sèrie es va acabar, va tenir dificultat per a trobar de nou el seu lloc en el món del cinema: els productors tenien la memòria curta.
Les portes del cinema se li van tancant a Richard, després d'una carrera més que fructífera, i durant cinc llargs anys ningú el veurà en pantalla. És a Europa novament on torna a trobar el seu lloc: el francès Claude Lelouch li dona una oportunitat i el contracta per a la pel·lícula Un Homme qui em plaît de 1969. Des de llavors, la seva carrera sembla de nou impulsada, repartint-se entre la petita i la pantalla gran. Així doncs, participa en múltiples sèries de televisió com a estrella convidada i, d'altra banda, interpreta un desastrat home-animal a L'illa del Dr. Moreau de 1977. El seu últim film serà Benvingut, Mr. Chance (1979/1980).
La seva última aparició pública és per a narrar el poema de clausura dels Jocs Olímpics de Los Angeles el 12 d'agost de 1984. L'endemà pateix una sèrie d'atacs. Richard mor el 17 de setembre de 1984 en el Cedars-Sinaí Medical Center (L.A.) d'una parada cardíaca. Una placa commemorativa es troba en l'Urn Garden de Westwood Village Cementery, a Beberly Hills (CA), secció C fila 2B.

## Filmografia
Cinema:
- 1947: Repeat Performance
- 1947: Cry Wolf
- 1948: Ordre: Caça sense treva (He Walked by Night)
- 1949: Tension
- 1950: El llibre negre (Reign of Terror)
- 1949: Roseanna McCoy
- 1950: Outside the Wall
- 1951: Fourteen Hours
- 1951: The House on Telegraph Hill
- 1951: Fixed Bayonets!
- 1951: Decision Before Dawn
- 1952: The Stranger's Hand
- 1953: Titanic
- 1953: Angels of Darkness
- 1954: La strada
- 1954: Cartouche
- 1954: Jailbirds
- 1954: The Good Die Young
- 1955: La Vena d' Oro
- 1955: Canyon Crossroads
- 1955: La trampa (Il Bidone)
- 1956: Finger of Guilt
- 1956: Moby Dick
- 1956: The Extra Day
- 1957: Llavis tancats (Time Limit)
- 1957: Los jueves, milagro
- 1958: Els germans Karamazov (The Brothers Karamasov)
- 1958: Amore e Guai
- 1959: Jons und Erdme
- 1959: The Man Stalin Killed
- 1959: L' Ambitieuse
- 1960: For the Love of Mike
- 1960: 5 Branded Women
- 1960: Portrait in Black
- 1961: Visa to Canton
- 1962: The Savage Guns
- 1962: Hitler
- 1963: Els reis del sol (Kings of the Sun)
- 1964: Voyage to the Bottom of the Sea
- 1965: El virus de Satan (The Satan Bug)
- 1969: Un homme qui me plaît'
- 1969: Hans Brinker
- 1972: Assignment: Munich (telefilm)
- 1972: Chato l'apatxe (Chato's Land)
- 1972: Rage
- 1972: The Sagittarius Mine
- 1973: ...And Millions Will Die!
- 1974: Judgment: The Court Martial of Lieutenant William Calley (telefilm)
- 1976: Mansion of the Doomed
- 1976: 21 hores a Múnic (21 Hours at Munich) (telefilm)
- 1977: L'illa del Dr. Moreau (The Island of Dr. Moreau)
- 1978: The Great Bank Hoax
- 1978: Being There
- 1980: Marilyn: The Untold Story (telefilm)

També va participar en Knight of the Phoenix, primer episodi del programa Knight Rider, representant el paper de Wilton Knight.

## Premis i nominacions
Nominacions
- 1958: BAFTA al millor actor estranger per Time Limit